# Encelia farinosa
Encelia farinosa — поширений пустельний чагарник на південному заході Сполучених Штатів і північній Мексиці. Він має різноманітне історичне використання.

## Опис
Encelia farinosa досягає від 30 до 150 сантиметрів заввишки. з ароматним, сріблясто-повстистим листям завдовжки 3–10 см, від яйцюватої до дельтовидої форми. Розташовані нещільними волотями над вкритими листям стеблами квіткові голови 3–3.5 см у діаметрі. Кожна має 8–18 оранжево-жовтих променевих квіточок завдовжки 6–15 міліметрів, і жовтих або пурпурно-коричневих дискових квіточок. Плід має розміри 3–6 мм, на ньому не видно папусів. Під час посушливих сезонів рослина опадає через посуху, скидаючи все листя, покладаючись на воду, що зберігається в товстих стеблах.
Encelia californica схожа, але має лише одну квіткову голову на стебло.

## Поширення і середовище проживання
Encelia farinosa поширена на південному заході США (Каліфорнія, Аризона, Юта, Невада) та північній Мексиці (Нижня Каліфорнія, Південна Нижня Каліфорнія, Сонора, Сіналоа, Ідальго).
Вид можна зустріти в різноманітних середовищах існування, від сухих, гравійних схилів до відкритих, піщаних промив до висоти 1000 метрів над рівнем моря. Рослині потрібне дуже сонячне місце в глибокому дуже добре дренованому ґрунті та мінімальний зимовий мороз.
Вид добре почувається у вирощуванні, часто використовується для бордюру, боротьби з ерозією, ґрунтового покриву та масування.

## Використання
Рослина має довгу історію використання корінними народами та першовідкривачами, зокрема:
- Смолу, зібрану з основи рослини, від жовтуватого до коричневого забарвлення, можна нагрівати та використовувати як клей. Народи О'одхем і Сері використовують його для лову, щоб тримати вістря на стрілах і гарпунах[8].
- Інший вид смоли, зібраної з верхніх стебел, більш липкий і зазвичай прозоро-жовтого кольору. Сері використовують її для запечатування гончарних посудин[8].
- Ранні іспанські ченці дізналися, що смола дає дуже запашний ладан, подібний до ладану за запахом[9].
- Діти району Селлз Тохоно О'одхем використовують смолу верхнього стебла як придатну для жувальної гумки[10].
- Старовинні ковбої використовували стебло як чудову зубну щітку[10].
- Народ сері використовує цю рослину для лікування зубного болю; кору знімають, гілку нагрівають у попелі, а потім кладуть у рот, щоб «загартувати» хиткий зуб[8]. Кауїла також використовували рослину для лікування зубного болю[11] і використовували її як засіб від болю в грудях, нагріваючи жуйку та прикладаючи її до грудей[11][12].
- Encelia farinosa використовували для водонепроникності контейнерів[7].
- Його розплавляють, а потім використовують як лак[7].